# Кругленьке (Кемеровська область)
Кру́гленьке (рос. Кругленькое) — село у складі Новокузнецького району Кемеровської області, Росія. Входить до складу Терсинського сільського поселення.

## Населення
Населення — 388 осіб (2010; 373 у 2002).
Національний склад (станом на 2002 рік):
- росіяни — 97 %